# Telmatobius brevipes
Espèce
Statut de conservation UICN

 VU  : Vulnérable
Telmatobius brevipes est une espèce d'amphibiens de la famille des Telmatobiidae.

## Répartition
Cette espèce est endémique des régions de Cajamarca et La Libertad dans le nord du Pérou. Elle se rencontre entre 2 000 et 3 520 m d'altitude.

## Publication originale
- Vellard, 1951 : Estudio sobre batracios andinos. I. Grupo Telmatobius y formas afines. Memorias del Museo de Historia Natural Javier Prado, vol. 1, p. 1-98.